# Maria Iasonos
Maria Iasonos (griechisch Μαρία Ιάσονος; * 25. September 1950) ist eine zypriotische Badmintonspielerin.

## Karriere
Maria Iasonos gewann bei den nationalen Titelkämpfen 1990 den Titel im Dameneinzel und 1991 sowie 1992 den Titel im Damendoppel. 1995 nahm sie an den Badminton-Weltmeisterschaften teil. Bei den Cyprus International 1990 und den Italian International 1994 wurde sie Zweite, bei den Cyprus International 1996 Dritte.

## Sportliche Erfolge
| Saison | Veranstaltung                 | Disziplin   | Platz | Name                          |
| ------ | ----------------------------- | ----------- | ----- | ----------------------------- |
| 1990   | Zypern: Einzelmeisterschaften | Dameneinzel | 1     | Maria Iasonos                 |
| 1991   | Zypern: Einzelmeisterschaften | Damendoppel | 1     | Elena Iasonos / Maria Iasonos |
| 1992   | Zypern: Einzelmeisterschaften | Damendoppel | 1     | Elena Iasonos / Maria Iasonos |